# Сергеев, Олег Сергеевич
Оле́г Серге́евич Серге́ев (30 января 1940, Москва, СССР — 21 апреля 1999, Москва, Россия) — советский футболист, Мастер спорта СССР (1960). Играл на позиции левого нападающего, наиболее известен по выступлениям за московское «Торпедо».

## Карьера
Воспитанник ФШМ «Торпедо».
В 1957 году Сергеева перевели в основную команду. 5 августа 1958 года дебютировал в матче против ленинградского «Зенита» (1:1); 27 ноября 1959 года в матче против того же соперника Сергеев забил свой первый гол за клуб (2:0). За время выступления за автозаводцев Сергеев забил 42 гола в чемпионатах СССР (больше всего в 1964 году — 10); дважды выигрывал с клубом чемпионат (1960 и 1965) и один раз Кубок СССР (1959—1960).
Летом 1964 года Сергеев сыграл свой единственный матч за олимпийскую сборную СССР (1:4 в решающем матче против сборной ГДР).
В 1967 году перешёл в луганскую «Зарю», где отыграл полтора сезона; затем выступал за клубы группы «Б», пока в 1970 году не закончил карьеру.